# Côte Vermeille
Côte Vermeille (kat. Costa Vermella) – odcinek wybrzeża Zatoki Lwiej, części Morza Śródziemnego, w miejscu w którym Albères, masyw górski Pirenejów Wschodnich styka się z morzem. Znajduje się w całości we Francji. Rozpoczyna się na południe od miejscowości Argelès-sur-Mer i rozciąga do granicy z Hiszpanią, do kurortu Cerbère. Ma długość 35 kilometrów.
Nazwa wybrzeża pochodzi od skał koloru czerwonego (cynober). Jego cechą charakterystyczną jest złożona linia brzegowa, z licznymi zatokami i skalistymi półwyspami. Głównym miastem położonym na wybrzeżu jest Collioure. Trzy kilometry na południe leży miejscowość Port-Vendres, jedyny naturalny port w Roussillon, który był eksploatowany od czasów greckiej kolonizacji. Wzdłuż wybrzeża znajdują się pozostałości po czasach starożytności (Grekach i Rzymianach) przez średniowiecze po czasy współczesne. Znajdują się tu liczne winnice. Region charakteryzuje duża bioróżnorodność, zarówno w morzu, jak i na lądzie. 
Obiekt znajduje się na francuskiej liście informacyjnej światowego dziedzictwa UNESCO pod nazwą Le rivage méditerranéen des Pyrénées (pol. Śródziemnomorski brzeg Pirenejów).
Wzdłuż wybrzeża przebiega linia kolejowa Narbona – Portbou. Na wybrzeżu znajdują się latarnie morskie Cerbère i Béar.

## Galeria

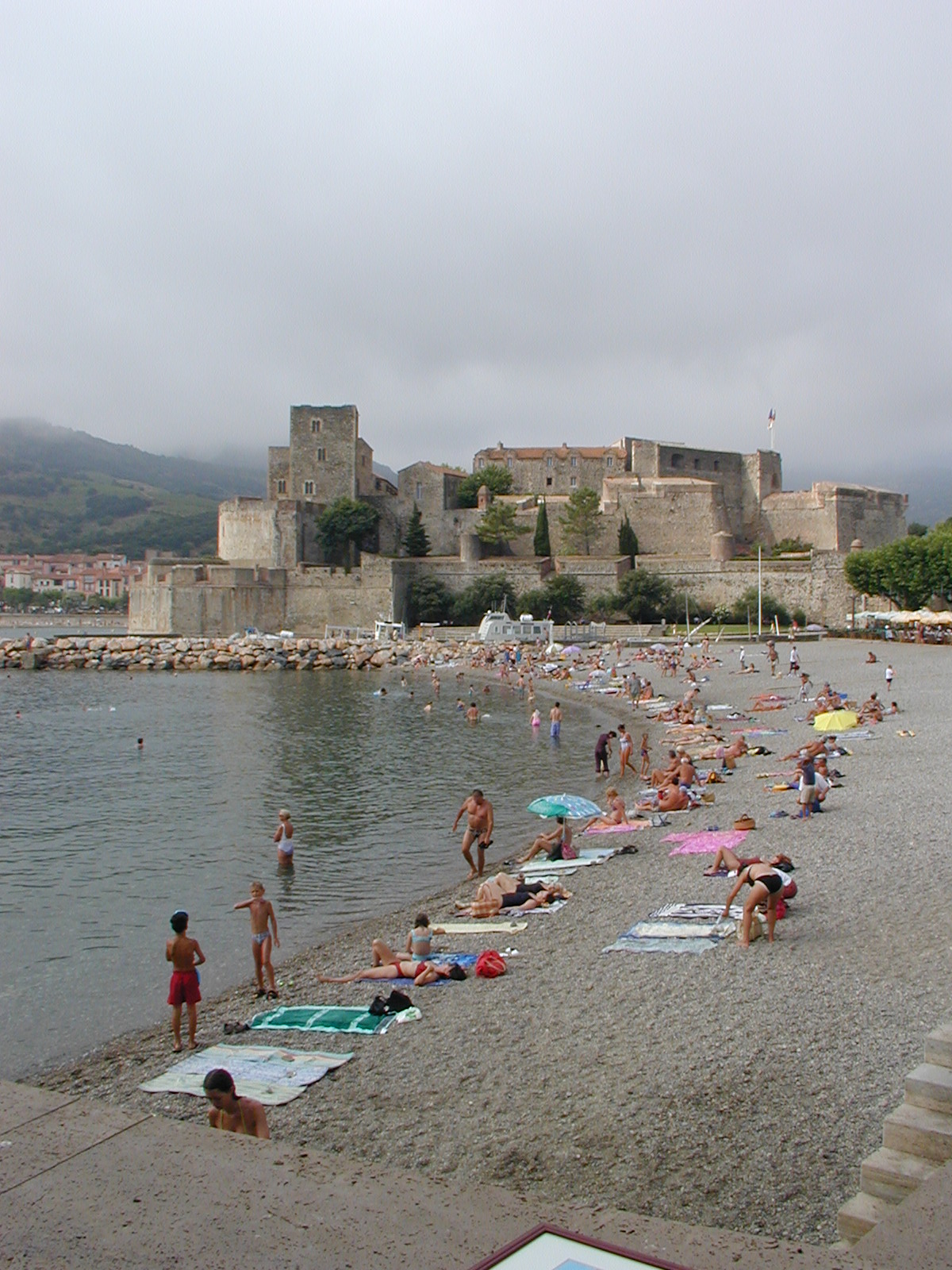
Zamek w Collioure
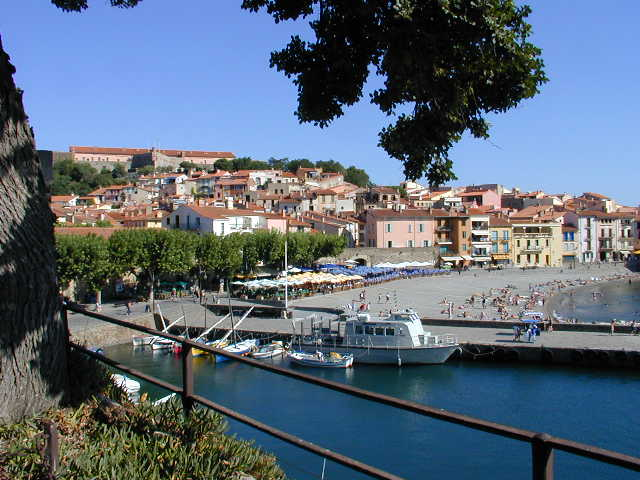
Północna część Collioure
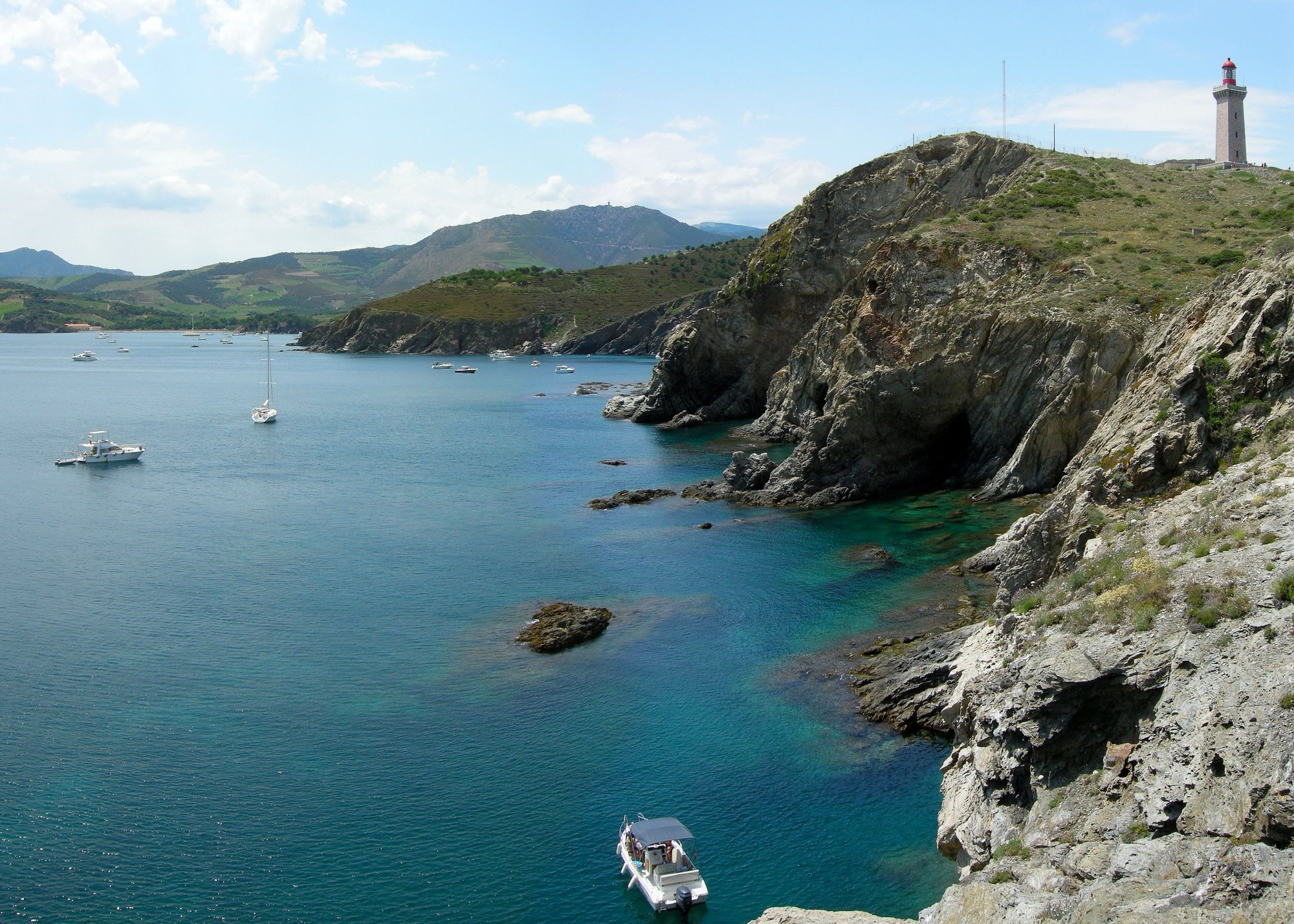
Cap Béar

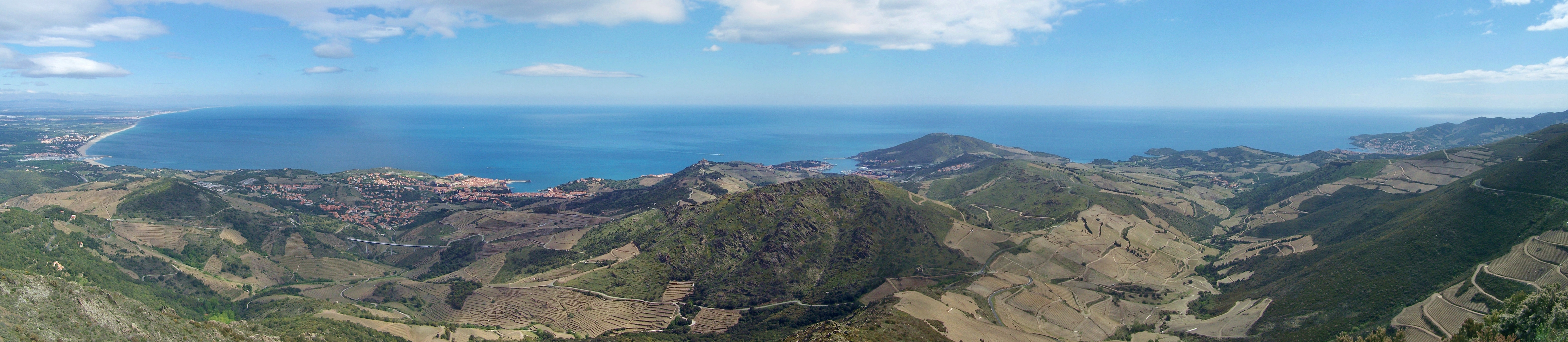
Panorama z wieży Madeloc. Widok na miejscowości (od lewej) Argelès-sur-Mer, Collioure, Port-Vendres i Banyuls-sur-Mer